# Großsteingrab Toftehavegård 3
Das Großsteingrab Toftehavegård 3 war eine megalithische Grabanlage der jungsteinzeitlichen Nordgruppe der Trichterbecherkultur im Kirchspiel Lillerød in der dänischen Kommune Allerød. Es wurde im 19. oder frühen 20. Jahrhundert zerstört.

## Lage
Das Grab lag am Westrand von Lillerød auf einer Wiese, unmittelbar nördlich des Enghavevej. In der näheren Umgebung gibt bzw. gab es zahlreiche weitere megalithische Grabanlagen.

## Forschungsgeschichte
Im Jahr 1890 führten Mitarbeiter des Dänischen Nationalmuseums eine Dokumentation der Fundstelle durch. Zu dieser zeit waren bereits sämtliche Steine entfernt und nur noch die Hügelschüttung zu erkennen. Bei einer weiteren Dokumentation im Jahr 1942 waren keine baulichen Überreste mehr auszumachen.

## Beschreibung

### Architektur
Die Anlage besaß eine nordost-südwestlich orientierte rechteckige Hügelschüttung mit einer Länge von etwa 24,5 m und einer Breite von etwa 9,5 m. Eine steinerne Umfassung war nicht zu erkennen. Der Hügel enthielt zwei Grabkammern. Die erste war 7 m vom südwestlichen Ende des Hügels entfernt und hatte einen rechteckigen Grundriss. Die zweite war 6,5 m vom nordöstlichen Ende entfernt. Zu den Maßen, der Orientierung und dem genauen Typ der Kammern liegen keine Angaben vor.

### Funde
In der südwestlichen Kammer wurden Skelettreste gefunden, aber nicht aufgehoben.